# Марфа Віфанська

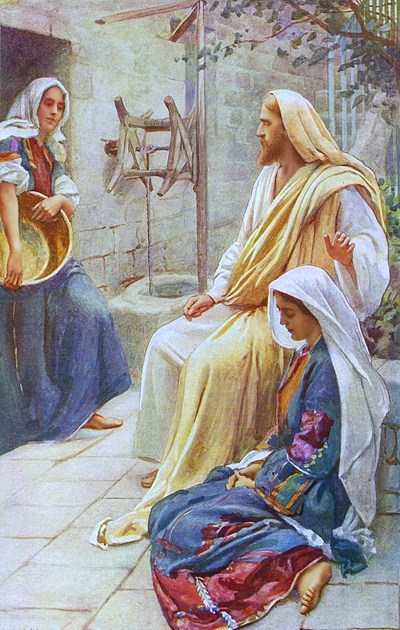
Гарольд Коппінг. Ісус у домі Марти і Марії

Марта з Віфанії — сестра Лазаря і Марії, згадувана у Євангеліях від Луки та Івана.

## Етимологія імені
Ім'я Марта є транскрипцією грецького Μάρθα, що у свою чергу походить від арамейського מַרְתָּא — Martâ — «господиня», «пані». Арамейська форма імені з'являється у набатейських надписах знайдених у Поццуолі, що знаходяться у музеї Неаполя, та датовані 5 ст. до н. е.(Corpus Inscr. Semit., 158). Гебрейською ім'я Марта значить  «гірка».

## Євангеліє від Луки
У Євангелії від Луки (Лк. 10:38-42) розповідається про Марту та Марію, її сестру. Вони проживали разом у будинку в селі, назви якого не відомо. Не відомо також і назви місцевості. Проте там проходить Ісус: «І сталось, коли вони йшли, Він прийшов до одного села. Одна ж жінка, Марта їй на ім'я, прийняла Його в дім свій. Була ж в неї сестра, що звалась Марія…». Марія сідає в ногах Ісуса та слухає його, у той час Марта клопочеться гостиною. Маючи труднощі з приготуванням гостини вона жаліється Ісусові: «Господи, чи байдуже Тобі, що на мене саму полишила служити сестра моя? Скажи ж їй, щоб мені помогла.». Ісус відповів: «Марто, Марто, турбуєшся й журишся ти про багато чого, а потрібне одне. Марія ж обрала найкращу частку, яка не відбереться від неї…».

## Євангеліє від Івана
Євангеліє від Івана у 11 главі (Ів. 11) розповідає про хворобу, смерть та воскресіння Лазаря. Також з цього розділу видно, що Лазар, Марія та Марта є сестрами та братом і близькими друзями Ісуса. Коли Ісус наблизився до Витанії, Марта вибігла зустрічати його. Про Марію каже євангеліст Іван: «Марія ж удома сиділа». Лазар помер і був уже у гробі 4 дні. Далі у розповіді Марта показує свою сильну віру в Ісуса: «Коли б, Господи, був Ти отут, то не вмер би мій брат… Та й тепер, знаю я, що чого тільки в Бога попросиш, то дасть Тобі Бог!». Проте вона не розуміє спочатку відповіді Ісуса — «Промовляє до неї Ісус: Воскресне твій брат!», хоча показує віру у воскресіння останнього дня. Та на кінець діалогу Марта промовляє визнання віри "Так, Господи! Я вірую, що Ти Христос, Син Божий, що має прийти на цей світ. І промовивши це, відійшла…". Воскресаючи Лазаря Ісус ніби у відповідь цього визнання говорить до Марти: «Чи тобі не казав Я, що як будеш ти вірувати, славу Божу побачиш?».

## Християнська традиція

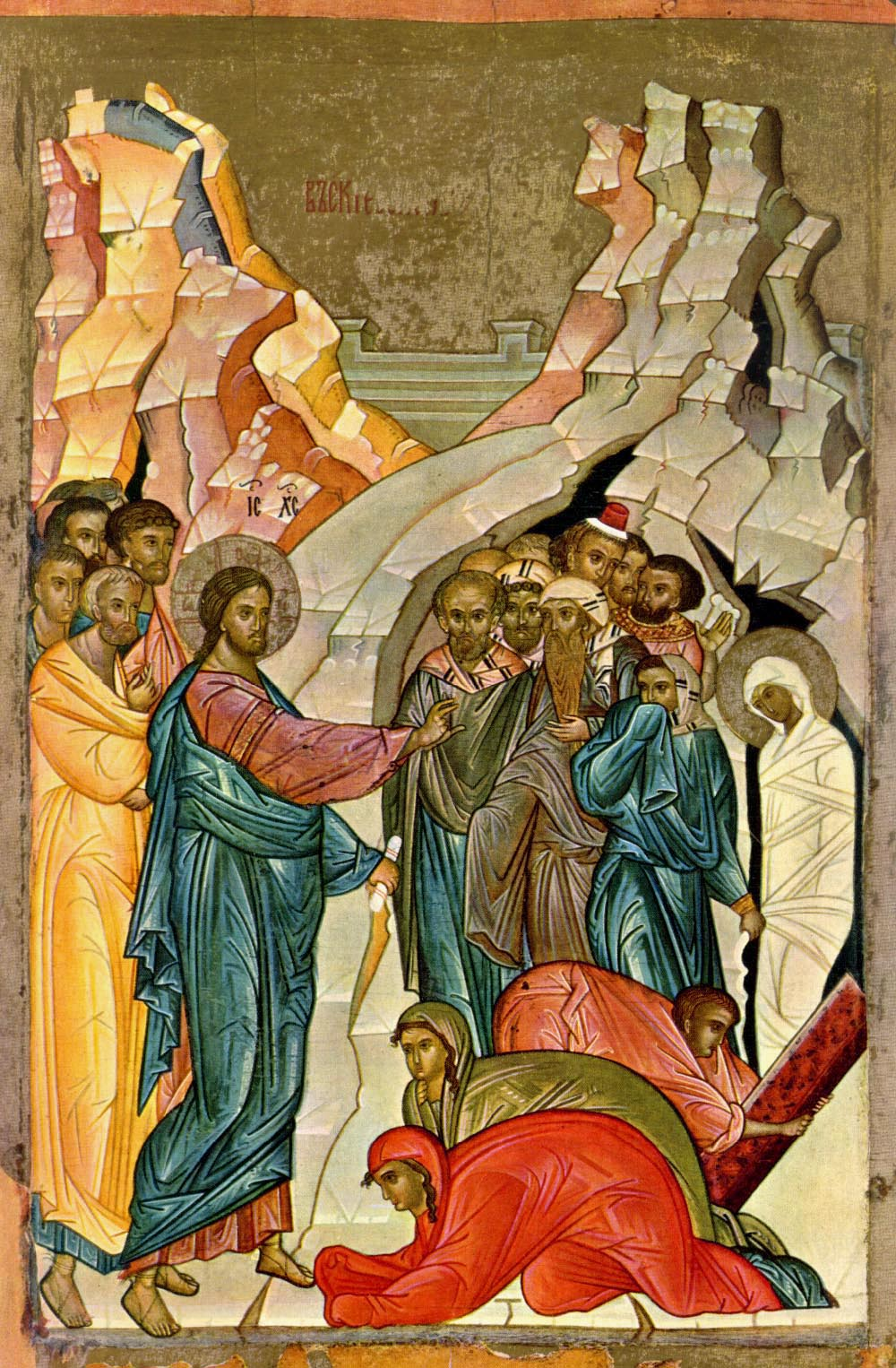
Воскресіння Лазаря. Марія і Марта нахились до ніг Ісуса

Як видно з Євангелій у розповіді євангеліста Луки, Марта дещо захована у розповіді, прикрита своїми турботами. У Євангелії від Івана вона відіграє значну роль, та стає взірцем віруючої людини.

### Молитва до Святої Марти на дев'ять вівторків
Під час молитви до Святої 9 вівторків повинна горіти свічка. Ця молитва така сильна, що перед закінченням тих 9 вівторків одержиш те, що собі випрошуєш, хоч би прохання було дуже складним.
О Свята Марто, ти чудотворна, прибігаю до тебе за допомогою і цілком покладаюся на тебе, що допоможеш в моїх потребах і будеш помічницею в моїх випробовуваннях. З подякою обіцяю тобі, що буду цю молитву всюди поширювати. Покірно, слізно прошу, потішай мене в моїх турботах і тяготах.
Заради великої радості, яка наповнила твоє серце, коли ти у своєму домі в Витанії дала пристановище Спасителеві світу, благаю
тебе, клопочися про мене і про мою родину, щоб ми зберегли нашого Бога в своїх серцях і тим собі заслужили спасенного Всевишнього посередництва у нашій потребі, передусім при тій турботі, яка мене тяготить …….. (вказати потребу) Матінко Божа, прошу Тебе як помічницю в кожній нужді. Допоможи, щоб за посередництвом Святої Марти перемогти ті мої тяготи і турботи, які я назвала так, як Ти перемогла змія стародревнього і положила біля Своїх ніг. Отче Наш…..Богородице Діво…..Слава Отцю…..Свята Марто, проси за нас Ісуса! (9 разів)
Або існує такий варіант молитви:

### Молитва до святої Марти
О,свята Марто! Ти чудотворна, прибігаю до тебе, і надіюся на тебе, що допоможеш мені цілком у моїх потребах і будеш мені помічницею у моїх випробуваннях. З подякою обіцяю тобі, що буду цю молитву всюди розповсюджувати. Покірно і слізно прошу:
потішай мене в моїх турботах і журбах. Покірно прошу: заради великої радості, яка наповнила твоє серце, коли ти в своєму
домі дала пристановище Спасителеві світу, покірно і слізно прошу тебе — клопочися за мене і мою родину, щоби ми зберегли
нашого Бога у своїх серця і тим собі заслужили спасенного всевишнього посередництва у нашій потребі, перед сім у тій
турботі, яка мене хвилює(казати потребу). Слізно тебе, помічницю в кожній нужді прошу: преможи ті спокуси так, як ти перемогла змія, поки не лежав біля твоїх ніг
далі молотися Отше Наш, Богородице діво, Слава Отцю, і Сину… і дев'ять раз: Свята Марто, проси за нас Ісуса!.
А потім:
Свята великомученице Марто, моя покровителько! Молю тебе, будь неустанною моєю опікункою та провідницею до неба, випроси для мене у Всевишнього небесного світла, сили і мужності у спокусах. Скеровуй мої кроки, руки направляй до добрих справ, а серце і волю запалюй любов'ю до Бога і ближнього. Поможи мені, аби до самої смерті я так вірно служила Богу, як ти, свята Марто, колись Йому служила. Амінь"

## Патрон
- Португалія: Санта-Марта-де-Пенагіан